# Jimmy Choo

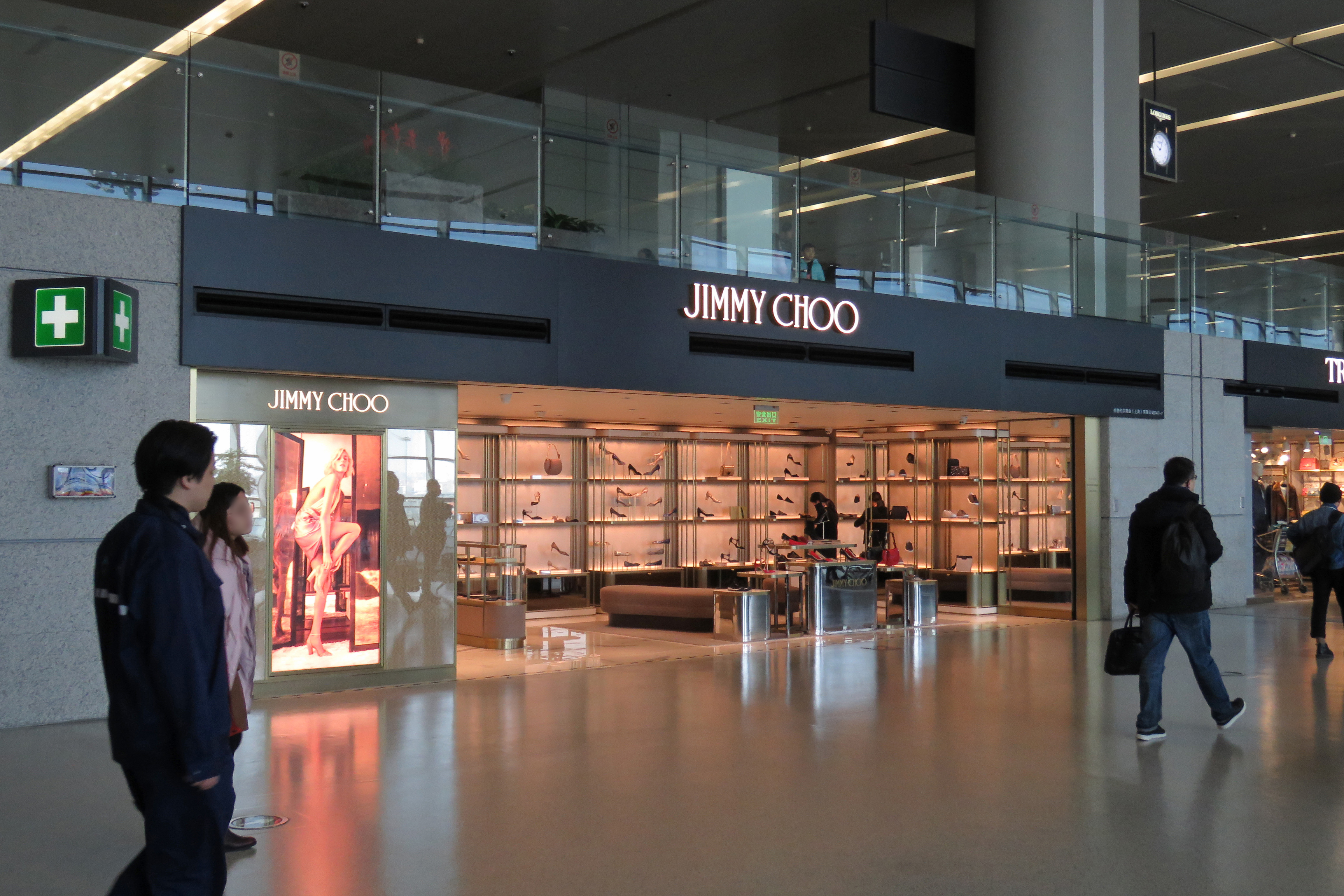
Бутик бренду в терміналі аеропорту Хунцяо (Шанхай, КНР)

Jimmy Choo — компанія з виробництва взуття, заснована в 1996 році малазійськім дизайнером Джиммі Чу.

## Довідка
З 2011 року брендом володів Labelux Holding, підрозділ холдингу JAB. Після реорганізації бізнесу в червні 2014 року JAB почав керувати брендом Jimmy Choo безпосередньо. Восени того ж року холдинг разом з компанією співробітників бренду продали 25,9 % акцій Jimmy Choo в ході первинного розміщення на Лондонській біржі. Інвестори оцінили компанію в 545,6 млн £ (877,8 млн $).
З 2016 року продажу Jimmy Choo збільшилися на 1,6 % без урахування коливань валютних курсів. З урахуванням зміни курсу фунта стерлінгів за рік виручка виросла на 15 % до рекордних 364 млн £ (467 млн $). За словами представників компанії, хороші темпи зростання в Китаї нівелювалися слабкими продажами в США і Європі.
У квітні 2017 року з'явилася інформація, що JAB Holding виставив на продаж належні йому взуттєві бренди Jimmy Choo і Bally, так як холдинг вирішив сконцентруватися на товари масового споживання — в першу чергу, кава і суміжних з ним продуктах.